# M, le magazine du Monde
M, le magazine du Monde (précédemment intitulé Le Monde 2 puis Le Monde Magazine) est un magazine hebdomadaire français édité par Le Monde (groupe Le Monde), créé en 2000 sous une forme mensuelle avant de devenir hebdomadaire en 2004.

## Histoire
Initialement créé par les frères Siégel (anciens patrons de VSD) en novembre 2000 sous le titre Le Monde 2, ce magazine traite de l'actualité en reprenant des articles de grandes signatures du Monde, associés à des photographies fortes et avec une iconographie sophistiquée. Le Monde 2 a alors une périodicité mensuelle et est coédité par GS Presse, le journal Le Monde (groupe La Vie-Le Monde) et Hachette Filipacchi Médias.
En mars 2004, Le Monde 2 devient hebdomadaire et est vendu en supplément du journal Le Monde. Le magazine est alors uniquement réalisé par les journalistes du groupe La Vie-Le Monde ; GS Presse s'en détache et François Siegel quitte la rédaction en chef.
Au printemps 2009, une nouvelle formule du Monde 2 est mise en place puis, en septembre 2009, dans un souci de rentabilité accrue, Le Monde 2 évolue et devient Le Monde Magazine. Il se définit alors comme un périodique hebdomadaire, utilisé pour proposer des dossiers complémentaires du journal Le Monde, avec une ouverture[Quoi ?] et l’apparition d'un agenda culturel. 
En septembre 2011 à l’instar de T, le supplément magazine du New York Times ; Le Monde Magazine devient le M, le magazine du Monde. Le magazine est tourné vers l’industrie du luxe et du haut de gamme. Il traite de sujets d'art de vivre tels que la mode, le design et la beauté, mais aussi de l'actualité culturelle ; c'est-à-dire des sujets peu conflictuels et éminemment attrayants pour les annonceurs publicitaires.
En février 2015, il est critiqué par le magazine Marianne pour avoir accepté de la publicité déguisée en contenu rédactionnel.
En décembre 2018, une polémique naît de l'esthétique de la couverture du magazine consacrée à Emmanuel Macron, que certains trouvent inspirée de représentations ayant été réservées à Adolf Hitler,. Le directeur du Monde, Jérôme Fenoglio, défend le choix d'avoir puisé dans les codes du mouvement constructiviste, tout en reconnaissant avoir « manqué de discernement dans la validation de cette couverture ».

### Identité visuelle (logo)

Logo du Monde 2 de novembre 2000 à septembre 2009.
Logo du Monde magazine de septembre 2009 à septembre 2011.
Logo de M, le magazine du Monde à partir de septembre 2011.
Logo de M, le magazine du Monde à partir de septembre 2016.

## Directeurs de la rédaction
- 2000 - mars 2004 : François Siegel
- mars 2004 - avril 2009 : Olivier Schmitt
- avril 2009 - mai 2011 : Didier Pourquery[10]
- depuis mai 2011 : Marie-Pierre Lannelongue[5]

## Prix et distinctions
- prix SEPM du magazine de l'année 2013[11]